# One America Appeal
One America Appeal è un'organizzazione senza scopo di lucro fondata il 7 settembre 2017 dai cinque ex presidenti degli Stati Uniti, ancora in vita: Jimmy Carter, George H. W. Bush, Bill Clinton, George W. Bush, e Barack Obama. Il loro appello congiunto inizialmente riguardò l'Uragano Harvey, in seguito esteso anche per le vittime e i danni di Irma e Maria.

## Storia
La campagna iniziò formalmente il 21 ottobre 2017, con il concerto di beneficenza dal titolo "Deep from the Heart: The One America Appeal", tenutosi alla Università Texas A&M di College Station, nel Texas, alla presenza dei cinque ex presidenti. L'intero ricavato fu destinato alle vittime dell'Uragano Harvey.

Il concerto fu diretto da Lee Greenwood, con la direzione musicale di Martin Guigui e la partecipazione di artisti di musica country come gli Alabama, Sam Moore, Yolanda Adams, Lyle Lovett e Robert Earl Keen. Ad essi seguì l'esibizione a sorpresa di Lady Gaga con i brani Million Reasons, You and I e The Edge of Glory, prima della conclusione da parte del coro giovanile dell'ateneo locale che cantò National Anthem, l'inno nazionale God Bless the USA (con Lee Greenwood), e Lean on Me.
Nel corso dell'evento fu anche trasmesso un videomessaggio registrato del presidente Trump, che aveva definito l'uragano un fatto "tremendo".

## Raccolta
I fondi raccolti furono convogliati presso un conto aperto alla George Bush Presidential Library, per essere redistribuiti a quanti si occupavano dell'assistenza alle vittime dell'Uragano. Al 21 ottobre 2017, risultavano raccolti 31 milioni di dollari da più di 80.000 donatori, saliti a 41.3 milioni e 110.500 donatori alla fine dello stesso anno.

## Beneficiari
I fondi raccolti furono destinati alle seguenti organizzazioni:
- Houston Harvey Relief Fund
- Rebuild Texas Fund
- Florida Disaster Fund
- Juntos y unidos por Puerto Rico
- The Fund for the Virgin Islands.

## Fondatori
I fondatori del progetto sono stati gli ex Presidenti degli Stati Uniti Jimmy Carter, George H. W. Bush, Bill Clinton, George W. Bush e Barack Obama. Il progetto ricevette il sostegno del Presidente in carica Donald Trump.